# Visita do Papa Francisco aos países bálticos
A visita pastoral do Papa Francisco aos países bálticos ocorreu entre os dias 22 e 25 de setembro de 2018, e incluiu os três países bálticos: Lituânia, Letônia e Estônia. Francisco é o segundo Pontífice a visitar a região. O Papa João Paulo II caminhou lá em viagem em 1993. Como habitualmente durante suas viagens internacionais, o Papa enviou telegramas aos Chefes de Estado dos países sobrevoados. Neste caso, Itália, Croácia, Hungria, Eslováquia e Polônia. Esta foi a 25ª viagem internacional de Francisco, e um total de 39 países até o momento, em 5 anos de pontificado.

## Lituânia
O Papa Francisco realizou uma viagem apostólica aos países bálticos, sendo que a Lituânia o recebeu nos dias 22 e 23 de setembro de 2018. O Papa chegou a Vilnius, capital do país, onde foi recebido por autoridades civis e religiosas, como o núncio apostólico, Dom Pedro López Quintana, a embaixadora, junto à Santa Sé, Petras Zapolskas, e a presidente Dalia Grybauskaitė. Duas crianças vestidas com trajes tradicionais ofereceram ao Papa um buquê de flores. O Santo Padre foi de automóvel ao Palácio Presidencial, para uma visita à presidente. Francisco doou a ela uma réplica de um mosaico de Cristo, do século IX, como a que se encontra no Vaticano. O lema que a Igreja Católica lituana escolheu para esta viagem papal é "Jesus Cristo, nossa esperança".
Em visita ao Santuário da Mãe da Misericórdia, o pontífice criticou os países que não vêm acolhendo os refugiados que chegam à Europa, afirmando que devem "ser construídas pontes e não muros". O título conhecido como “Nossa Senhora da Porta Aurora”, onde há a imagem da Virgem Negra, por meio da qual, há vários milagres associados. O Papa fez lá um breve pronunciamento:
Encontramo-nos diante da Porta da Aurora, que resta das muralhas desta cidade, que serviam para defender o povo dos perigos e provocações. Nesta Porta, que permaneceu em pé depois da invasão do exército, em 1799, já se encontrava a imagem da Virgem da Misericórdia, a Santíssima Mãe de Deus, que sempre nos socorre e vem em nosso auxílio.— Declaração do Papa Francisco no Santuário Mater Misericordiae
Francisco fez um alerta contra o avanço de ideologias totalitárias no país. Ele lembrou o extermínio dos judeus pelos nazistas, advertindo contra o ressurgimento de sentimentos antissemitas. O Papa também visitou o museu que um dia abrigou um prédio do extinto da KGB, onde opositores do regime comunistas foram presos, torturados e mortos. O Sumo Pontífice apelou aos lituanos que "as lições do passado não sejam esquecidas". A missa celebrada em Kaunas contou com a presença de mais de 100.000 pessoas. Após a Lituânia, o Papa seguiu sua visita à Letônia.

## Letônia
Após passar pela Lituânia, o Papa Francisco chegou à Letônia no dia 24 de setembro de 2018, em sua viagem apostólica aos países bálticos. É a segunda visita de um pontífice ao país, sendo que a primeira foi de João Paulo II, em 1993. Francisco foi recebido pelo presidente letão, Raimonds Vējonis, e por outras autoridades civis e religiosas, no Aeroporto Internacional de Riga, capital do país. Enquanto isso, duas crianças com vestimenta tradicional do país lhe deram as boas-vindas dando a Francisco um ramo de flores. Após a acolhida, o Papa foi levado ao Palácio Presidencial, para uma cerimônia de boas-vindas. O Parlamento letão declarou feriado no dia da visita do pontífice para que todos pudessem participar do evento. A conferência episcopal emitiu uma carta pastoral. Laura, letã e mãe de três filhos, comentou: "Para me preparar melhor, eu me confessei, rezei pelo Papa e estou lendo seus escritos".
O Papa afirmou que se alegra por saber que no coração das raízes da Letônia, "encontra-se a Igreja Católica numa obra de plena colaboração com as outras Igrejas cristãs, sinal de que é possível desenvolver uma comunhão nas diferenças". Também foi frisado o fato do aumento da taxa de natalidade do país, para assegurar a independência e a prosperidade do país. A Letônia atualmente apresenta crescimento populacional negativo, devido à baixa natalidade.
O Evangelho, tal como alimentou a vida do vosso povo, assim hoje pode continuar a abrir estradas para enfrentar os desafios atuais, valorizando as diferenças e sobretudo promovendo a comum-união entre todos.— Discurso do Papa no encontro com autoridades na Letônia
Já em Aglona, na Basílica da Assunção – a mais importante igreja católica do país, fundada por padres dominicanos no ano 1700 –, ele celebrou uma missa, que foi concluída com a citação de que "Maria clama para que todos nos comprometamos a acolher-nos sem discriminações, e todos, na Letônia, saibam que estamos dispostos a privilegiar os mais pobres, a levantar aqueles que caíram e a acolher os outros à medida que chegam e se apresentam diante de nós."
Após, o Papa seguiu viagem para a Estônia.

## Estônia
Após visitar a Lituânia e a Letônia, o Papa Francisco chegou à Estônia no dia 25 de setembro de 2018, sendo recebido pela presidente Kersti Kaljulaid, no Aeroporto de Tallinn, onde também quatro crianças com vestes tradicionais o esperavam para lhe oferecer flores. Acompanhado pela presidente, seguiu à Sala Vip. Um coral de crianças os recebeus com cânticos. Não houve discursos no aeroporto. Após, seguindo para o Palácio Kadriorg, sede da presidência. Após uma reunião a sós com a presidente, o pontífice fez um discurso às autoridades do país. O lema que a Igreja Católica estoniana escolheu para esta viagem papal é "Desperta meu coração".
Há séculos que estas terras são chamadas "Terra de Maria" (Maarjamaa). Um nome que não só pertence à vossa história, mas faz parte da vossa cultura. A evocação de Maria sugere-me duas palavras: memória e fecundidade. Maria é a mulher da memória, que guarda tudo o que vive, como um tesouro, em seu coração (cf. Lc 2, 19); mas é também a mãe fecunda que gera a vida de seu Filho. Por isso mesmo, gostava de pensar na Estônia como terra de memória e de fecundidade.— Discurso do Papa Francisco à presidente e autoridades civis estonianas
Após, Francisco foi à igreja luterana Kaarli para um encontro ecumênico, encontrando-se com jovens das várias igrejas cristãs do país, como católicos, luteranos e ortodoxos. O Papa foi acolhidos pelas autoridades luteranas anfitriãs, ouviu testemunhos e um jovem de cada uma dessas denominações, e discursou aos presentes. Na Catedral de São Pedro e São Paulo, em Tallinn, o Papa ouviu o testemunho da mulher que tem 9 filhos, e recebe assistência das Missionárias da Caridade, e estimulou as freiras a evangelizar.
Por fim, a última atividade do Papa no país foi a celebração de uma missa na Praça da Liberdade, onde ele exortou aos cristãos a "não temerem evangelizar os que não têm fé". Por fim, o Papa voltou a Roma, findando a visita aos países bálticos. Foi estimado um público de mais de 10.000 pessoas para a missa, baseado no número de inscrições para o evento.